# خرگوشچه برزیلی
خرگوشچه برزیلی (نام علمی: Sylvilagus brasiliensis) نام یک گونه از سرده خرگوشک‌های دم‌پنبه‌ای است.